# Вальтерс Фріденберґс
Вальтерс Фріденбеґс (латис. Valters Frīdenbergs; 26 жовтня 1987, Рига, Латвійська РСР — 17 жовтня 2018, Рига, Латвія) – латвійський співак, музикант та ведучий. Він представляв Латвію на Пісенному конкурсі Євробачення 2005 разом із Карлісом Бумейстерсом з піснею «The War Is Not Over».
У 2009 році Вальтерс намагався представити Латвію з піснею «For A Better Tomorrow», але не зміг пройти до півфіналу.
Через два роки він став латвійським коментатором Пісенного конкурсу «Євробачення», змінивши Карліса Стрейпса. Окрім цього, співак також був речником Латвії на Пісенному конкурсі Євробачення 2012.
Вальтерс Фріденберґс помер 17 жовтня 2018 року після дворічної боротьби з раком.